# Moskvitch 402

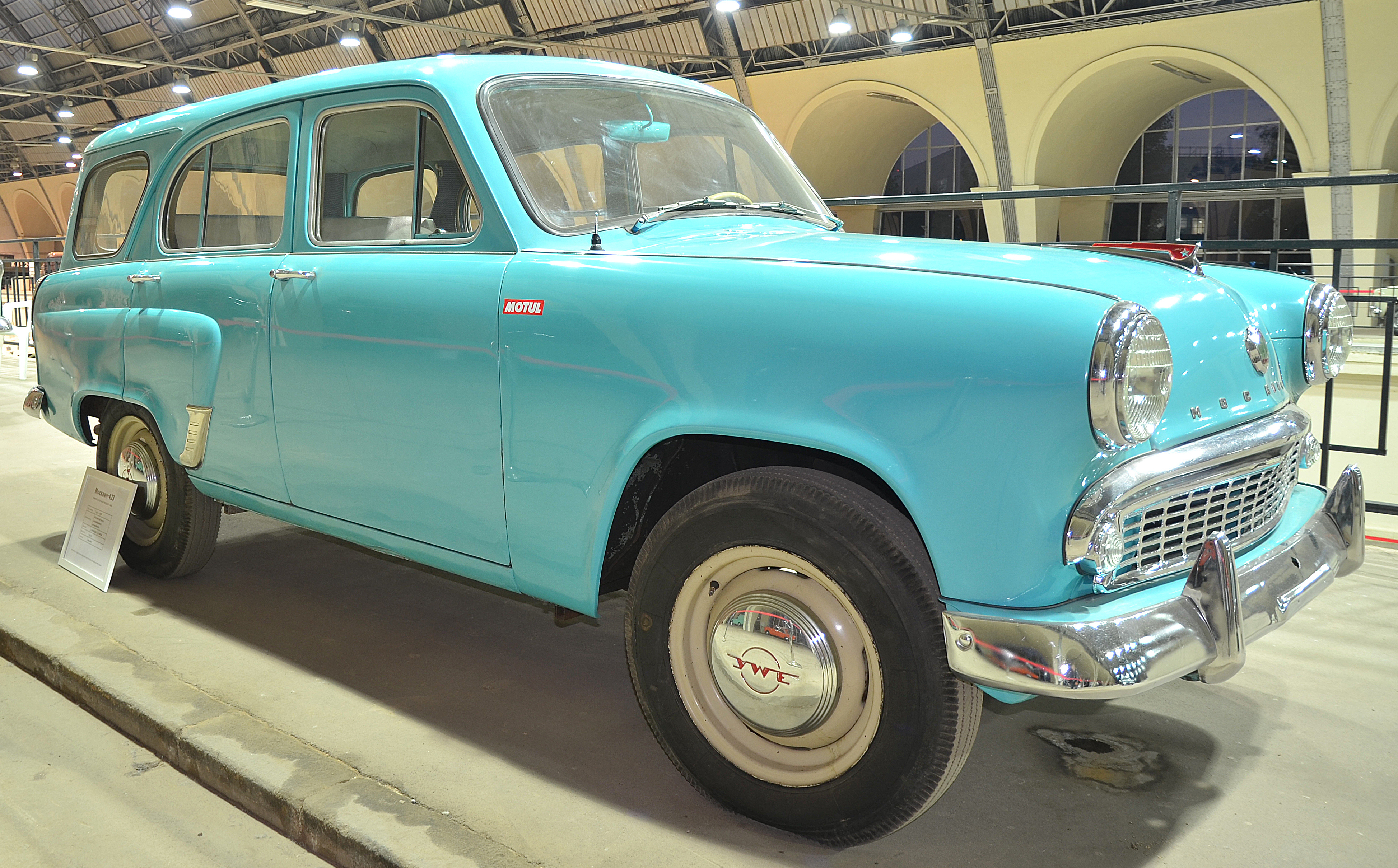
Moskvitch-423

O Moskvitch 402 é um automóvel fabricado pela antiga montadora soviética MZMA, apresentado pela primeira vez em 1956 como uma segunda geração da série Moskvitch. Em comparação com seu antecessor, o Moskvitch-401, o modelo M-402 apresentou muitas melhorias que incluíram suspensão independente com braços duplos, amortecedores telescópicos, eletricidade de 12 volts, carroceria mais sólida e confortável, porta-malas mais moderno, aquecedor, rádio de carro padrão, maior alcance de visão para o motorista, etc.

## Design
O estilo do Moskvitch-402 seguiu a moda estabelecida por carros de tamanho semelhante de sua época, como o Hillman Minx, Fiat 1100, Ford Prefect 100E, Jowett Javelin e Ford Consul Mk1, bem como pelo maior GAZ-21 Volga, cujos designers participaram na criação deste carro. O M-402 foi o primeiro Moskvitch projetado na União Soviética e não baseado em nenhum modelo estrangeiro. Ele utilizava um motor flathead de quatro cilindros em linha e 35 cv e 1.222 cc, derivado dos 1.074 cc de seus antecessores. A velocidade máxima era de 88-90 quilômetros por hora, um ligeiro aumento em relação à série M-401, principalmente devido a reduções consideráveis no peso da carroceria; poderia atingir 11 km/L. Em 1958, entre outras alterações, o motor foi substituído pelo desenvolvimento OHV da MZMA, o que permitiu ao carro obter um aumento de velocidade máxima até 115 quilômetros por hora e reduziu significativamente o nível de ruído. Com 4.055 mm no total, era 200 mm mais longo que o 401. Embora a mudança de marchas tivesse mudado para a coluna de direção, a caixa de câmbio era a mesma manual de três velocidades. A eletricidade passou de seis volts para doze, mudança que já estava sendo feita nos Estados Unidos. Rádio, acendedor de cigarros e desembaçador eram padrão, numa época em que o desembaçador não era assim no Reino Unido.
A perua (402-423) surgiu em 1957, com bancos traseiros rebatíveis e carga útil de 250 kg. Os modelos propostos de três portas e furgões não foram produzidos.
Exportado para vários países ocidentais, o M-402 na Noruega tinha vantagem sobre o Ford Anglia ou o Prefect, sendo mais disponível e menos sujeito a direitos de importação.
A produção limitada de variantes de tração nas quatro rodas do M-402 (o sedã M-410) foi construída em 1957-1958, usando caixa de transferência e eixos da direção do GAZ-69 e do Pobeda. Seu desempenho foi bom: a distância ao solo era igual à do GAZ-69, 220 mm; poderia atravessar águas com 300 mm de profundidade; subir uma ladeira de 33°; e atingir 56 quilômetros por hora.
O Moskvitch-402 final foi produzido em julho de 1957; foram 94.080 ao todo (incluindo 18.019 para exportação).

## M-407
Com o novo motor OHV de 45 cv e 1.358 cc da série M-407, em 1958, o M-402 se tornou o Moskvitch-407. Uma transmissão de quatro marchas com sincronizador apareceu em dezembro de 1959, no lugar da de três marchas.
Além disso, havia uma versão mais potente do 407, com 67 cv, que podia atingir até 145 km/h, atingindo 100 km/h em cerca de 19 segundos. Este modelo era apenas para a Polícia Soviética e a KGB, não para venda ao público. Esses desempenhos foram praticamente os mesmos do M-412, lançado cerca de 8 anos depois. Alguns foram vendidos ao público quando retirados do serviço regular da Polícia.
O M-407 foi oferecido nas versões perua (407-423N), furgão (407-430), modelo equipe médica (407B) e táxi (407T). O furgão simplesmente não tinha os vidros traseiros da perua cortados e as portas traseiras fechadas por soldadura; estava disponível apenas para grupos oficiais.
Um M-407 ficou em terceiro lugar na classe no Rali dos 1000 Lagos em 1957.
Assim como o M-402, também havia M-407 com tração nas quatro rodas, começando com o M-407-410N em junho de 1958 e a perua M-407-411N em agosto. No início, estes tinham três velocidades, mudando para quatro velocidades em 1960. Um total de 11.890 402 e 407 com tração nas quatro rodas foram construídos até o final da produção em janeiro de 1961, resultado da incapacidade da Moskvitch de acompanhar com a demanda por seus principais M-407.
Em 1961, o M-407 foi atualizado com um motor M-407D1-D2 ainda mais potente (permitindo lidar com a quarta velocidade em uma transmissão manual), cilindros de freio autoajustáveis e embreagem hidráulica, suspensão dianteira aprimorada para facilitar a condução e um painel de bordo completamente reestruturado. Este modelo, fabricado como Moskvitch 403, serviu de transição entre a segunda e a terceira geração dos Moskvitch, estreando em 1964, com os componentes mecânicos do Moskvitch 408 (que ainda não havia surgido) e a carroceria do M-402. O M-403E e o M-403IE foram destinados à exportação. Em 1963, apareceu uma variante perua, a 424 (sendo a 424E o modelo de exportação). O M-403 durou apenas até julho de 1965, com 133.523 carros construídos (50.612 para exportação).
O M-402 foi descontinuado em agosto de 1959, com a produção do M-407 terminando em outubro de 1963 (com 359.980 unidades construídas, 120.903 para exportação).
O M-407 foi a primeira exportação automotiva soviética a ser verdadeiramente bem sucedida no Ocidente. Até metade de toda a produção do M-407 foi exportada durante vários anos, principalmente para os países do Bloco Oriental, Noruega, Finlândia e França. Em partes da Europa Ocidental, foi rebatizado de Elite, para evitar conflito com a Peugeot, que tinha nomes de marca registrada com "0" no meio. Um grande número de carros vendidos na Europa Ocidental foram montados pela Sobimpex (conhecida como Scaldia desde 1965) em Seneffe, Bélgica. Propriedade de um belga nascido na Romênia, Joseph Beherman, a Scaldia foi a primeira a montar automóveis soviéticos na CEE. Para acompanhar os padrões ocidentais de velocidade e economia de combustível, Beherman também ofereceu um motor diesel Perkins 4.99 de 1,6 litros e 43 cv, que era apenas um pouco mais lento que o modelo com motor a gasolina, mas consideravelmente mais econômico. Os carros receberam pneus belgas, enquanto os modelos Deluxe foram equipados com interiores de fabricação europeia e detalhes cromados. A produção de testes começou em 1962, com a produção em série completa começando em março de 1964. A produção foi do M-407 e do M-423, embora o mais novo M-403 tivesse chegado a alguns mercados.
O Moskvitch-402 e 407 podem ser considerados como o primeiro passo na história automotiva soviética e russa para a produção de níveis de acabamento adaptados ao cliente para diversos usos. Embora o M-407 proporcionasse maior conforto de direção com gastos maiores, outros níveis de acabamento incluíam a perua M-407-424 disponível para o público em geral, o furgão de entrega/ambulância M-431 e até mesmo a tentativa 410/411 de criar um sedã/perua baseado em SUV.

## Acabamentos e estilos de carroceria

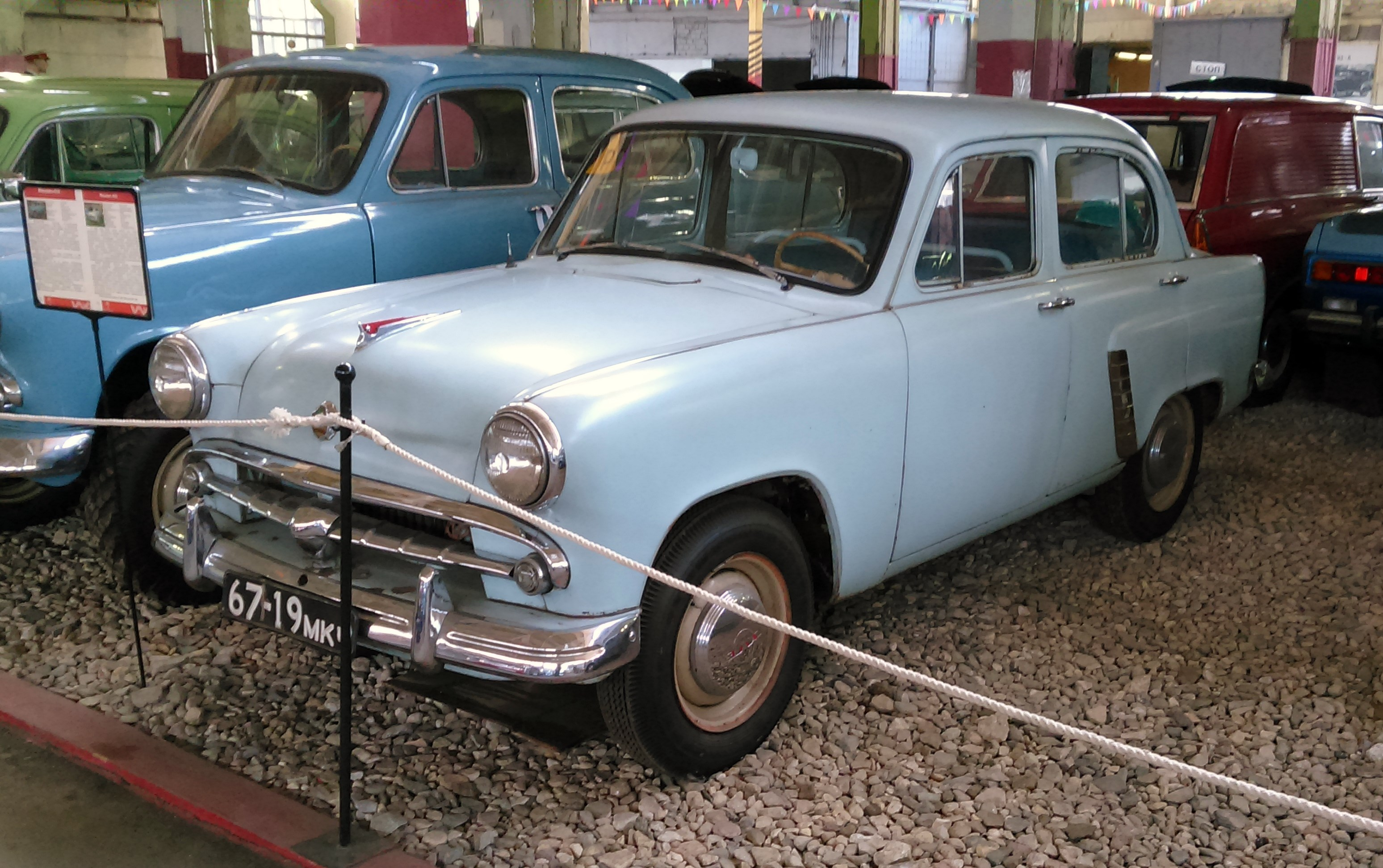
Moskvitch-402

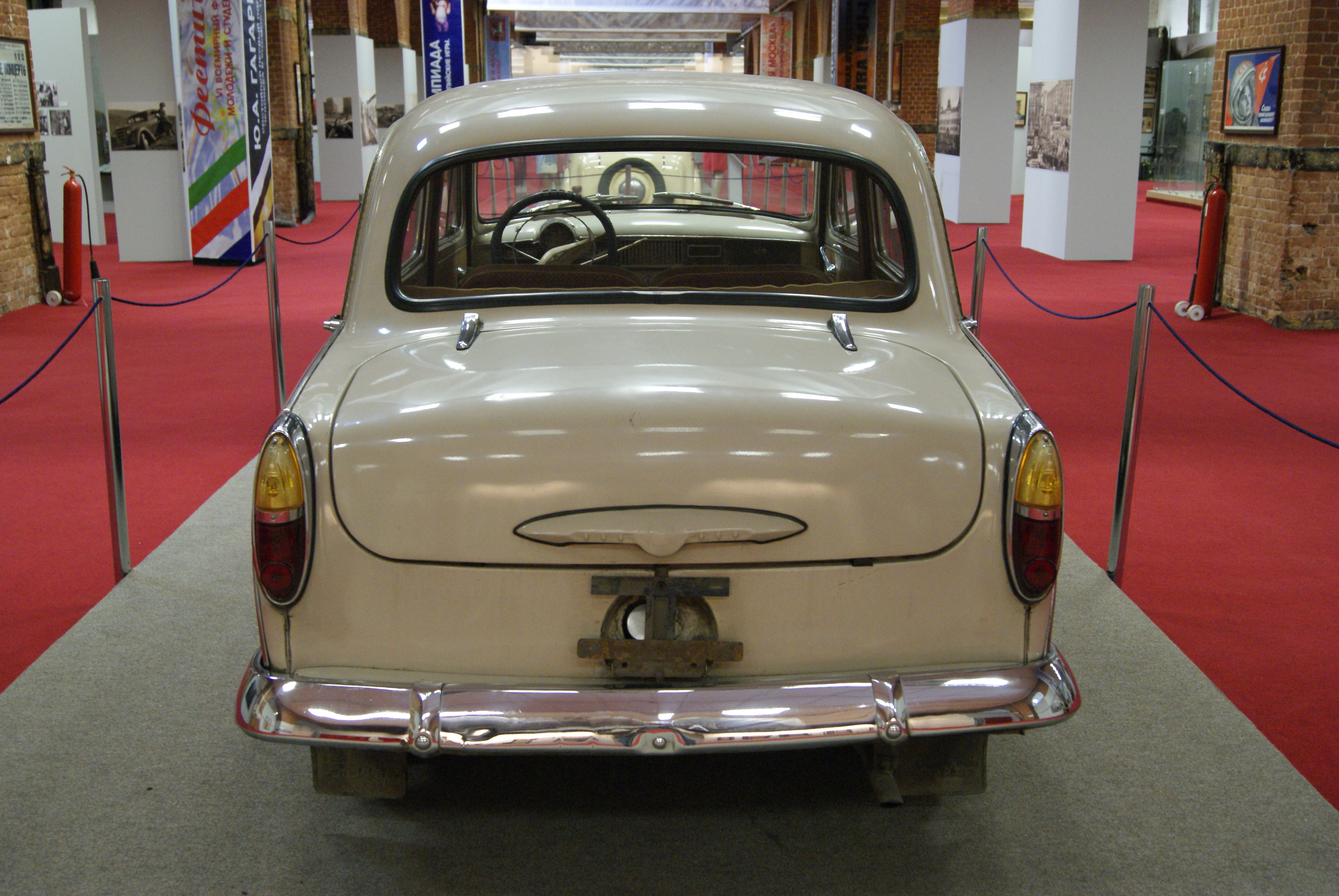
Moskvitch-403 (vista traseira). Os primeiros modelos do Moskvitch-408 tinham lanternas traseiras verticais semelhantes

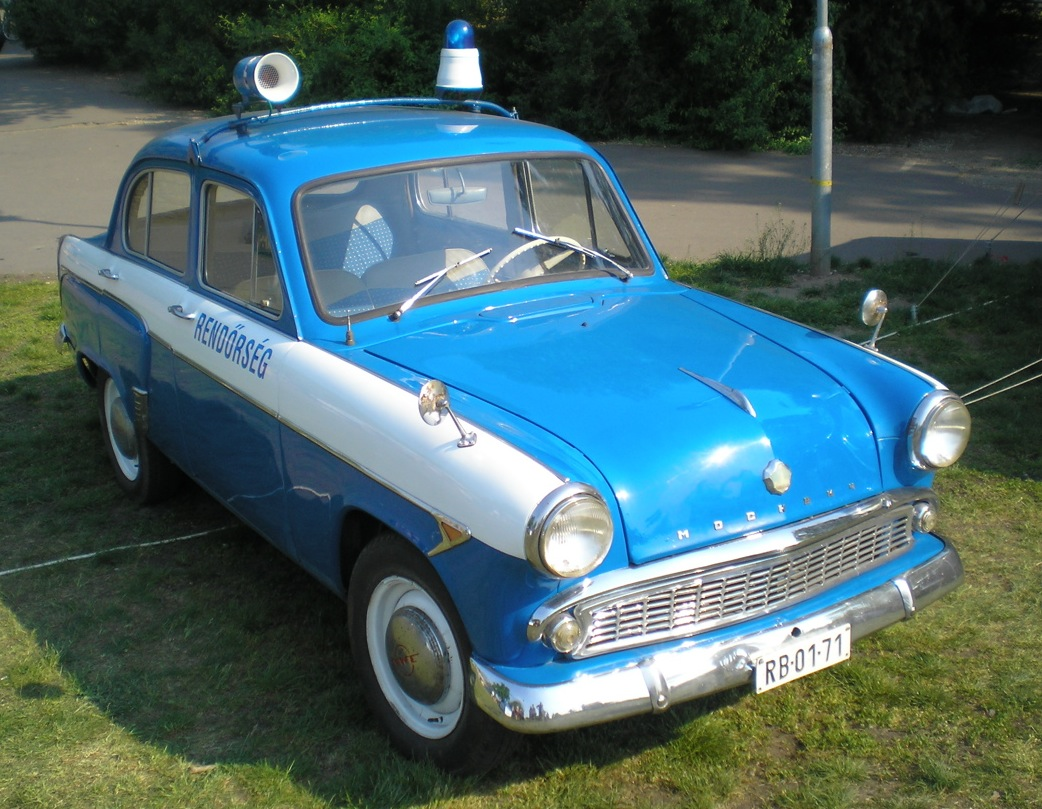
Moskvitch-407 (viatura policial)

- Moskvitch 402 — a série original, produzida de 1956 a 1958.
  - Moskvitch 402B – versão do 402 para pessoas com deficiência
  - Moskvitch 402M – versão de transporte médico do 402
  - Moskvitch 402T – versão táxi do 402
  - Moskvitch 410 — primeiro crossover soviético, produzido brevemente entre 1957 e 1958. Baseado no 402.
  - Moskvitch 423 — perua de segunda geração (após Moskvitch 422-422K), produzida entre 1957 e 1958.
  - Moskvitch A9 — um protótipo de minivan baseado em 402, produzido em 1957.
  - Moskvitch 429 — um protótipo de picape de entrega baseado no 402, cancelado em favor do 430.
- Moskvitch 407 — mesma série com motor e grade frontal modificados, produzida de 1958 a 1964.
  - Moskvitch 407B – versão do 407 para pessoas com deficiência
  - Moskvitch 407M – versão de transporte médico do 407
  - Moskvitch 407T – versão táxi do 407
  - Moskvitch 410N — 410 atualizado com motor do 407, produzido de 1958 a 1961.
  - Moskvitch 411 — uma perua crossover, criada pela combinação da carroceria do 423 com o chassi do 410N, produzida de 1959 a 1961.
  - Moskvitch 423N — versão atualizada do 423 com motor do 407, produzida de 1958 a 1963.
    - Moskvitch 423Yu – versão do 423N para climas mais quentes
    - Moskvitch 423Ye – versão de exportação do 423N

  - Moskvitch 430 – versão furgão de duas portas do 423N. Produzido a partir de 1958.
  - Moskvitch 431 – versão protótipo crossover do 430. Produzido em 1960.
- Moskvitch 403 — versão melhorada do 407, com acomodações interiores notáveis. Produzido de 1961 a 1965.
  - Moskvitch 403B – versão do 403 para pessoas com deficiência
  - Moskvitch 403M – versão de transporte médico do 403
  - Moskvitch 403T – versão táxi do 403
  - Moskvitch 403E — versão de exportação do 403, produzida de 1962 a 1965.
  - Moskvitch 424 — o modelo 423 redesenhado para apresentar compartimento traseiro conversível de passageiros/carga, possível unificação dos modelos 423 e 430 lançados de 1963 a 1965.
    - Moskvitch 424Yu – versão do 424 para climas mais quentes
    - Moskvitch 424Ye – versão de exportação do 424, produzida de 1962 a 1965.

  - Moskvitch 424E – versão perua do 424 para exportação.
  - Moskvitch 432 — versão furgão do 403
    - Moskvitch 432E – versão de exportação do 432
- Moskvitch 407 coupe (Moskvitch 409) — um carro esportivo baseado no 407, produzido em 1962.